# Архиепархия Виннипега (грекокатолическая)
Архиепархия Виннипега  (лат. Archieparchia Vinnipegensis Ucrainorum, укр. Вінніпезька митрополія УГКЦ) — архиепархия Украинской грекокатолической церкви с центром в городе Виннипег, Канада. В Виннипегскую митрополию входят епархии Нью-Уэстминстера, Саскатуна, Торонто, Эдмонтона. Юрисдикция Виннипегской митрополии распространяется на провинцию Манитоба. Кафедральным собором архиепархии Виннипега является Собор святых Владимира и Ольги в городе Виннипег.

## История
15 июня 1912 года Римский папа Пий X издал бреве «Officium supreme», которым учредил Апостольский экзархат Канады для католиков византийского обряда Украинской грекокатолической церкви.
19 января 1948 года из Апостольский экзархат Канады выделились Апостольский экзархат Западной Канады с юрисдикцией на территорию провинций Британской Колумбии и Альберты (сегодня — Епархия Эдмонтона) и Апостольский экзархат Восточной Канады с юрисдикцией на территорию провинций Онтарио, Квебек, Ньюфаундленда и Лабрадора, Новой Шотландии и Остров Принца Эдуарда (сегодня — Епархия Торонто).
10 марта 1951 года Апостольский экзархат Канады уступил территорию провинции Саскачеван в пользу Апостольского экхархата Саскачевана (сегодня — Епархия Саскатуна) и был переименован в Апостольский экзархат Манитобы.
3 ноября 1956 года Римский папа Пий XII издал буллу «Hanc Apostolicam», которой преобразовал Апостольский экзархат Канады в архиепархию Виннипега.

## Ординарии архиепархии
- епископ блаженный Никита Будка (15.07.1912 — 1927);
- епископ Василий Ладыка (20.05.1929 — 1.09.1956);
- архиепископ Максим Германюк (1.09.1956 — 1992);
- архиепископ Михаил Бздел (16.12.1992 — 9.01.2006);
- архиепископ Лаврентий Гуцулак (9.01.2006 — по настоящее время).

## Источник
- Annuario Pontificio, Libreria Editrice Vaticana, Città del Vaticano, 2003, ISBN 88-209-7422-3
- Бреве Officium supremi Архивная копия от 3 марта 2016 на Wayback Machine, AAS 4 (1912), стр. 555  (лат.)
- Булла Hanc Apostolicam Архивная копия от 27 марта 2010 на Wayback Machine, AAS 49 (1957), стр. 262  (лат.)